# Championnat d'Europe féminin de football des moins de 17 ans 2010
Cet article traite de l'épreuve féminine. Pour la compétition masculine, voir Championnat d'Europe de football des moins de 17 ans 2010.
Navigation
Édition 2009 Édition 2011
La 4e édition du Championnat d'Europe de football féminin des moins de 17 ans  est un tournoi de football féminin qui s'est déroulé en Suisse du 22 au 26 juin 2010.

## Tour Elite

### Match pour la3eplace
|  | Allemagne | 3 - 0 | Pays-Bas |  |  |
|  |           |       |          |  |  |

### Finale
|  | Espagne | 0 - 0 a. p. 4 - 2 t. a. b. | Irlande |  |  |
|  |         |                            |         |  |  |